# Gerhard Dongus

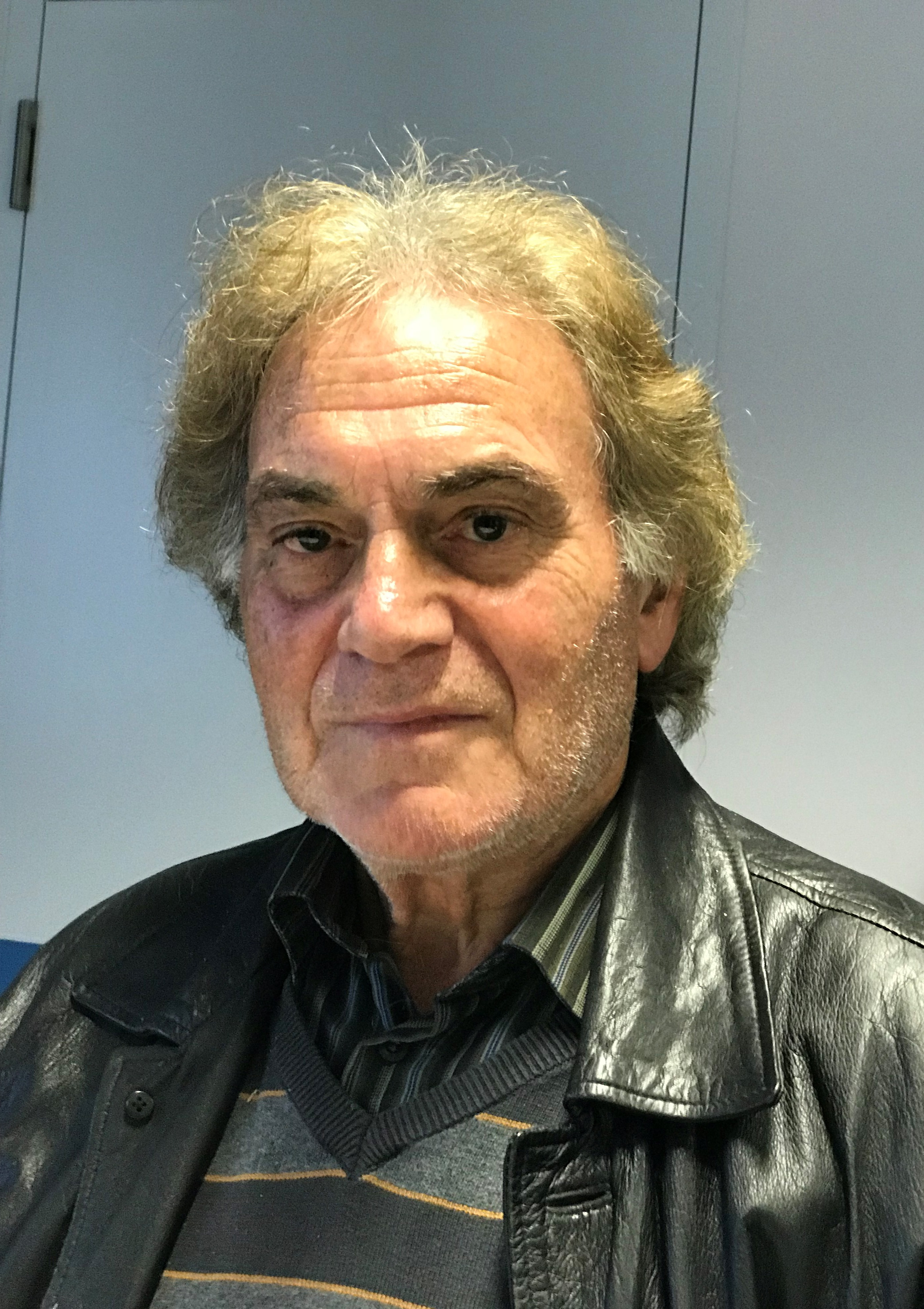
Gerhard Dongus 2017

Gerhard Dongus (* 19. Oktober 1937 in Stuttgart) ist ein deutscher Schauspieler, Nachrichtensprecher, Moderator und Hörspielsprecher.

## Leben
Gerhard Dongus besuchte die Schauspielschule in Stuttgart. Er sammelte 1964 erste Bühnenerfahrungen in dem Musical Irma La Douce, das in der Stuttgarter Komödie Marquardt aufgeführt wurde. Es folgten weitere Engagements am Zimmertheater Tübingen und Landestheater Tübingen sowie am Staatstheater Stuttgart. Ab 1972 pausierte Dongus als Schauspieler, da er sich auf seine Arbeit als Sprecher und Moderator konzentrierte. Erst ab 2000 war er wieder in verschiedenen Stuttgarter Produktionen zu sehen.
Dongus war von 1967 bis 1992 als freier Mitarbeiter beim Süddeutschen Rundfunk beschäftigt und arbeitete als Sprecher und Moderator für Hörfunk- und Fernsehproduktionen. In dieser Zeit moderierte er von 1967 bis 1979 die Fernsehsendung Landesschau-Aktuell und moderierte bei der Abendschau. Dongus wirkte in Fernsehreihen Aktenzeichen XY ungelöst und der Fernsehserie Pfarrerin Lenau mit. Zudem übernahm er verschiedene Nebenrollen in Stuttgarter Tatort-Folgen des SWR und war freier Mitarbeiter des Stuttgarter ZDF-Landesstudios.
1965 und 1970 war Dongus in Holland und Belgien mit der Schwarzwälder Passion auf Tournee. Manfred Sexauer leitete diese und Dongus spielte den Petrus und Pontius Pilatus.
Dongus war von 1992 bis 1999 beim SDR und SWR als Sprecher und Moderator fest angestellt.
Auch im Ruhestand war Dongus als Sprecher und Rezitator sowie als freier Schauspieler tätig. Bis 2003 moderierte er als freier Mitarbeiter die SWR-Nachrichten. Er las zahlreiche Hörbücher bei der Süddeutschen Blinden-Hörbücherei ein.
Dongus ist verheiratet und lebt in Stuttgart.

## Theaterengagements (Auswahl)
- 1964: „Irma la Douce“, Komödie im Marquardt (Stuttgart)
- 1965: „Der Lampenschirm“, FAG (Fellbach)
- 1965: „König Ubu“, Zimmertheater Tübingen
- 1965: „Der Mann das Schicksals“, Zimmertheater Tübingen
- 1966: „Escorial“, Zimmertheater Tübingen
- 1966: „Der junge Gelehrte“, Zimmertheater Tübingen
- 1966: „Die Mitschuldigen“, Zimmertheater Tübingen
- 1967: „Der Gärtner von Toulouse“, Zimmertheater Tübingen
- 1967: „Narr und Nonne“, Zimmertheater Tübingen
- 1967: „Advokat Phatelin“, Zimmertheater Tübingen
- 1967: „The Fantasticks“, Tübingen
- 1968: „Die Irre von Chaillot“, Landestheater Tübingen
- 1968: „Der widerspenstigen Zähmung“, Landestheater Tübingen
- 1968: „Man spielt nicht mit der Liebe“, Theater der Dichtung
- 1968: „Italienische Nacht“, Württembergisches Staatstheater Stuttgart
- 1968: „Mc Bird“, Württembergisches Staatstheater Stuttgart
- 1968: „Der Freischütz“, Württembergisches Staatstheater Stuttgart
- 1969: „Der Wirrkopf“, Theater in der Tonne (Reutlingen)
- 1969: „Kiss me, Kate“, Theater in der Tonne (Reutlingen)
- 1969: „Dracula“, Theater in der Tonne (Reutlingen)
- 1970: „Schwarzwälder Passion“, Niederlande und Belgien
- 1970: „Romeo und Julia“, Freitreppe (Schwäbisch Hall)
- 1971: „Der Bürgermeister“, Theater in der Tonne (Reutlingen)
- 1971: „Chance“, Theater der Altstadt
- 2000: „Der Entaklemmer“, Altes Schauspielhaus Stuttgart
- 2000: „Der lezte Wille“, Theater der Altstadt
- 2001: „Oh Sippschaft“, Komödie im Marquardt (Stuttgart)

## Hörspiele
- 1968: Robert Stromberger: Aus dem Alltag einer schwäbischen Familie: Die Ehekrise – Regie: Robert Stromberger
- 1971: Anonym: Die Alsfelder Passion – Redaktion und Regie: Martin Blümcke
- 1974: Lester Powell: Aus Studio 13: Am Kreuzweg (Rundfunksprecher) – Regie: Otto Düben
- 1974: Karl Heinz Köhn: Das Glashaus – Regie: Manfred Rolf Seemann
- 1978: Louis C. Thomas: Aus Studio 13: Zu hoch gereizt (Telegrammbote) – Regie: Hans Gerd Krogmann
- 1979: Edward Crowley: Aus Studio 13: Grün und Blau (Sergeant) – Regie: Günther Sauer
- 1979: R. D. Wingfield: Gespensterjagd (Sergeant Carter) – Regie: Dieter Eppler
- 1980: Michael Hartley-Robinson: Aus Studio 13: Leiche geländet (Polizist 1) – Regie: Dieter Eppler
- 1981: Ian D. Chessman: Der Anhalter – Regie: Otto Düben
- 1981: Olwynne MacRae: Aus Studio 13: Vermißt (Nachrichtensprecher) – Regie: Otto Düben
- 1982: Rainer Puchert: Auf halbem Weg – Regie: Rainer Clute
- 1983: Peter Steinbach: Octopus – Regie: Walter Adler
- 1985: Cecilie Løveid: Lydia – Regie: Walter Adler
- 1987: John Dickson Carr: Aus Studio 13: Kabine B 13 (Männerstimme 2) – Regie und Erzähler: Günther Sauer
- 1987: Robert Nahmias: Aus Studio 13: Die Nacht des Schicksals. Ein Kriminalkomödchen (Nachrichtensprecher) – Regie: Wolf Euba
- 1988: Sebastian Sailer: Die schwäbischen Heiligen Drei Könige (Melchior) – Regie: Reinhard Zobel
- 1993: Selma Lagerlöf: Abenteuer Religion – Expeditionen zum Wort: Fuhrmann des Todes (2. Nachbar) – Regie: Christian Gebert
- 1995: Peter Flume, Markus Freitag, Ralf Czerwonka, Ingeborg Schienle: Kowalski und Co. (2. Folge: Das Überlebenstraining) (Radio) – Regie: Günter Maurer
- 2000: Wolfgang Brenneisen: Der Streit um des Esels Denkmal (Rezitator) – Regie: Luise Besserer
- 2003: Philip Pullman: Ich war eine Ratte (Wirt/Gefängnisdirektor) – Regie: Axel Pleuser